# Allison Janney
Allison Brooks Janney (Boston, 19 de novembro de 1959) é uma atriz americana, vencedora do Oscar de melhor atriz coadjuvante em 2018 por Eu, Tonya.
Interpretou a porta-voz da Casa Branca na série The West Wing (1999–2006), papel pelo qual recebeu quatro Emmys do Primetime, um Satellite Award e quatro Screen Actors Guild Awards e foi nomeada para quatro Golden Globe Awards, um AFI Award, além de dois Prémios Emmy do Primetime, um Satellite Award e sete Screen Actors Guild Awards.
Sua carreira no cinema inclui Big Night (1996), Primary Colors (1998), Drop Dead Gorgeous (1999), 10 Things I Hate About You (1999), American Beauty (1999), The Hours (2003), Finding Nemo (2003), Hairspray (2007), Juno (2007), The Help (2011), Tammy (2014), Spy (2015) e I, Tonya (2017). Atualmente, Janney estrela Mom como Bonnie Plunkett e tem um papel recorrente em Masters of Sex como Margaret Scully. Ela também dubla a personagem Dora Cintilante no desenho DuckTales (2017), na versão americana.

## Infância e educação
Janney nasceu em 19 de novembro de 1959, em Boston, Massachusetts, e foi criado em  Dayton, Ohio. Ela é filha de Macy Brooks Janney, uma ex-atriz, e Jervis Spencer Janney Jr., um incorporador imobiliário e  músico de jazz.  Ela tem um irmão mais velho, Jay, e um irmão mais novo, Hal (1961–2011). Hal, que lutou contra a depressão e o vício por muitos anos, cometeu suicídio em 2011 aos 49 anos.
Ela frequentou a Dayton, onde foi nomeada aluna distinta em 2005, e a Hotchkiss School em Connecticut, onde foi nomeada Aluna do ano em 2016. Janney inicialmente aspirava a uma carreira em  patinação artística, mas sua alta estatura e um acidente bizarro quando ela era adolescente acabaram com esse sonho. Ela frequentou o Kenyon College em Gambier, Ohio, onde se formou em teatro. Durante seu primeiro ano, Janney conheceu os atores Paul Newman e Joanne Woodward em uma peça para o evento inaugural do recém-construído Bolton Theatre da faculdade, que Newman estava dirigindo. O casal a encorajou a continuar atuando e ofereceu sua orientação durante os primeiros dias de sua carreira.  Ela passou a treinar na Neighborhood Playhouse School of the Theatre em Nova York e, em seguida, recebeu uma bolsa para estudar na Royal Academy of Dramatic Art em meados de 1984.

## Carreira
Janney nasceu em Boston, Massachusetts, o primeiro papel de Janney na televisão foi na série de comédia  Morton & Hayes da CBS. Fez algumas participações em séries nos anos 1990 como As World Turns, Law & Order. Fez ainda alguns filmes de sucesso como American Beauty e 10 Things I Hate About You. O reconhecimento aconteceu com a série The West Wing interpretando a secretária CJ Cregg; pelo papel Janney ganhou quatro Emmy do Primetime.
Em 2014 estrelou a série de comédia Mom ao lado da atriz Anna Faris pela série Allison ganhou dois Emmy do Primetime de Melhor Atriz Coadjuvante em Série de Comédia. Também recebeu 1 Emmy por Melhor Atriz Convidada em Série Dramática na série Masters of Sex. Em 17 de outubro de 2016, recebeu uma estrela na Calçada da Fama por seu trabalho na indústria da televisão.
Em 2017, atuou no filme biográfico Eu, Tonya sobre Tonya Harding, retratando o papel da mãe de Harding LaVona. Seu desempenho recebeu aclamação da crítica, considerando como um dos melhores de sua carreira. Janney ganhou o prêmio de Melhor Atriz Coadjuvante na 75.ª edição dos Globo de Ouro e na 90.ª edição do Oscar por seu papel em Eu, Tonya.

## Principais prêmios e indicações

### Oscar
| Ano  | Categoria                | Filme    | Resultado |
| ---- | ------------------------ | -------- | --------- |
| 2018 | Melhor Atriz Coadjuvante | I, Tonya | Venceu    |

### Emmy Awards
| Ano  | Categoria                                    | Série          | Resultado |
| ---- | -------------------------------------------- | -------------- | --------- |
| 2000 | Melhor Atriz Coadjuvante em Série Dramática  | The West Wing  | Venceu    |
| 2001 | Melhor Atriz Coadjuvante em Série Dramática  | The West Wing  | Venceu    |
| 2002 | Melhor Atriz em Série Dramática              | The West Wing  | Venceu    |
| 2003 | Indicado                                     | The West Wing  |           |
| 2004 | Venceu                                       | The West Wing  |           |
| 2006 | Indicado                                     | The West Wing  |           |
| 2014 | Melhor Atriz Coadjuvante em Série de Comédia | Mom            | Venceu    |
| 2014 | Melhor Atriz Convidada em Série Dramática    | Masters of Sex | Venceu    |
| 2015 | Melhor Atriz Convidada em Série Dramática    | Masters of Sex | Indicado  |
| 2015 | Melhor Atriz Coadjuvante em Série de Comédia | Mom            | Venceu    |
| 2016 | Melhor Atriz Coadjuvante em Série de Comédia | Mom            | Indicado  |
| 2016 | Melhor Atriz Convidada em Série Dramática    | Masters of Sex | Indicado  |
| 2017 | Melhor Atriz em Série de Comédia             | Mom            | Indicado  |
| 2018 | Melhor Atriz em Série de Comédia             | Mom            | Indicado  |
| 2021 | Melhor Atriz em Série de Comédia             | Mom            | Indicado  |

### Globo de Ouro
| Ano  | Categoria                             | Trabalho      | Resultado |
| ---- | ------------------------------------- | ------------- | --------- |
| 2001 | Melhor Atriz Coadjuvante em Televisão | The West Wing | Indicado  |
| 2002 | Melhor Atriz Coadjuvante em Televisão | The West Wing | Indicado  |
| 2003 | Melhor Atriz em Série Dramática       | The West Wing | Indicado  |
| 2004 | Melhor Atriz em Série Dramática       | The West Wing | Indicado  |
| 2015 | Melhor Atriz Coadjuvante em Televisão | Mom           | Indicado  |
| 2018 | Melhor Atriz Coadjuvante em Cinema    | I, Tonya      | Venceu    |
| 2025 | Melhor Atriz Coadjuvante em Televisão | The Diplomat  | Indicado  |

### BAFTA
| Ano  | Categoria                | Filme    | Resultado |
| ---- | ------------------------ | -------- | --------- |
| 2018 | Melhor Atriz Coadjuvante | I, Tonya | Venceu    |

### SAG Awards
| Ano  | Categoria                        | Trabalho        | Resultado |
| ---- | -------------------------------- | --------------- | --------- |
| 2000 | Melhor Elenco em Cinema          | American Beauty | Venceu    |
| 2001 | Melhor Atriz em Série Dramática  | The West Wing   | Venceu    |
| 2001 | Melhor Elenco em Série Dramática | The West Wing   | Venceu    |
| 2002 | Melhor Elenco em Série Dramática | The West Wing   | Venceu    |
| 2002 | Melhor Atriz em Série Dramática  | The West Wing   | Venceu    |
| 2003 | Melhor Atriz em Série Dramática  | The West Wing   | Indicado  |
| 2003 | Melhor Elenco em Série Dramática | The West Wing   | Indicado  |
| 2003 | Melhor Elenco em Cinema          | The Hours       | Indicado  |
| 2004 | Melhor Atriz em Série Dramática  | The West Wing   | Indicado  |
| 2004 | Melhor Elenco em Série Dramática | The West Wing   | Indicado  |
| 2005 | Melhor Elenco em Série Dramática | The West Wing   | Indicado  |
| 2005 | Melhor Atriz em Série Dramática  | The West Wing   | Indicado  |
| 2006 | Melhor Elenco em Série Dramática | The West Wing   | Indicado  |
| 2008 | Melhor Elenco em Cinema          | Hairspray       | Indicado  |
| 2012 | Melhor Elenco em Cinema          | The Help        | Venceu    |
| 2018 | Melhor Atriz Coadjuvante         | I, Tonya        | Venceu    |
| 2020 | Melhor Elenco em Cinema          | Bombshell       | Indicado  |
| 2025 | Melhor Atriz em Série Dramática  | The Diplomat    | Pendente  |
| 2025 | Melhor Elenco em Série Dramática | The Diplomat    | Pendente  |

### Critics' Choice Movie & Television Awards
| Ano  | Categoria                                       | Trabalho       | Resultado |
| ---- | ----------------------------------------------- | -------------- | --------- |
| 2003 | Melhor Elenco                                   | The Hours      | Indicado  |
| 2008 | Melhor Elenco                                   | Juno           | Indicado  |
| 2008 | Melhor Elenco                                   | Hairspray      | Venceu    |
| 2012 | Melhor Elenco                                   | The Help       | Venceu    |
| 2015 | Melhor Performance Convidada em Série Dramática | Masters of Sex | Venceu    |
| 2015 | Melhor Atriz Coadjuvante em Série de Comédia    | Mom            | Venceu    |
| 2016 | Melhor Atriz Coadjuvante em Série de Comédia    | Mom            | Indicado  |
| 2017 | Melhor Atriz Coadjuvante em Série de Comédia    | Mom            | Indicado  |
| 2018 | Melhor Atriz Coadjuvante em Série de Comédia    | Mom            | Indicado  |
| 2018 | Melhor Atriz Coadjuvante em Cinema              | I, Tonya       | Venceu    |
| 2019 | Melhor Atriz em Série de Comédia                | Mom            | Indicado  |
| 2020 | Melhor Elenco                                   | Bombshell      | Indicado  |
| 2025 | Melhor Atriz Coadjuvante em Série Dramática     | The Diplomat   | Indicado  |